# Piggy French
 (mai 2019).
Si vous disposez d'ouvrages ou d'articles de référence ou si vous connaissez des sites web de qualité traitant du thème abordé ici, merci de compléter l'article en donnant les références utiles à sa vérifiabilité et en les liant à la section « Notes et références ».
Georgina « Piggy » French (née le 12 août 1980) est une cavalière britannique qui pratique le concours complet. Elle a remporté la médaille d'argent individuelle aux championnats d'Europe 2009 et une médaille d'or par équipe aux Jeux équestres mondiaux de 2018. Sélectionnée pour les Jeux olympiques de 2012, elle est forcée de déclarer forfait en raison d'une blessure à son cheval, Topper W. IHD. Elle a remporté en 2019 le Badminton Horse Trials sur Vanir Kamira, et a terminé deuxième en 2011 à Badminton et à Burghley en 2017. 

## Biographie

### Jeunesse
Piggy French est originaire de North Elmham dans le Norfolk. Ses sœurs lui ont donné son surnom lors de leur ̯visite à l'hôpital après sa naissance lorsqu'elles ont remarqué sa ressemblance avec Porcinet de Winnie l'ourson. Sa mère Kate et sa sœur Nini concourent également en concours complet.

### Résultats en compétition
Après avoir concouru pour des épreuves de moindre envergure, elle remporte son premier titre en championnat en 2001 au championnat d'Europe des jeunes cavaliers avec une quatrième place au classement individuel et une médaille d'or par équipe. Elle représente la Grande-Bretagne en individuel aux championnats d'Europe de 2009, remportant la médaille d'argent individuelle avec Some Day Soon. L'année suivante, elle participe aux Jeux équestres mondiaux et termine 14e avec Jakata. Le couple a ensuite terminé neuvième aux championnats d'Europe en 2011, alors que Piggy y remporte une médaille de bronze par équipe, sa première médaille par équipe senior. 
En senior, elle participe à plusieurs concours complet internationaux, ou CCI : CCI 4 * (maintenant 5 *). Lors de la deuxième participation aux Jeux équestres mondiaux, lors de l'édtition 2018 de Tryon aux États-Unis, elle remporte la médaille d'or par équipes, avec Gemma Tattersall, Rosalind Canter et Tom McEwen,,. En 2019, elle remport le CCI5 * -L de Badminton avec Vanir Kamira. Auparavant, sa meilleure place au plus haut niveau était une deuxième avec Jakata à Badminton en 2011.

## Chevaux
Le meilleur cheval de French, Jakata, a pris sa retraite à la fin de la saison 2014. Elle avait alors trois chevaux de haut niveau pour la saison 2015 : DHI Topper W, Westwood Marinier et Tinka's Time.

## Résultats
Piggy French a remporté de nombreux concours internationaux 3 *, dont : 
- Hartpury CIC3 * en 2010 avec Jakata ,
- Burnham Market CIC3 * en 2011 avec DHI Topper W ,
- Bleinhem CIC3 * en 2011 avec DHI Topper W ,
- Houghton CIC3 * en 2012 avec Jakata ,
- Barbury CIC3 * en 2013 avec Tinka`s Time ,
- Burgham CIC3 * en 2014 avec Westwood Marinier ,
- Chatsworth CIC3 * en 2018 avec Quarrycrest Echo.

Sur les CCI 5 *, ses résultats sont :
| 2002                                      |                       |                         |                        | 31e (Flintlock II)                               |                   |                   |
| 2003                                      |                       | 31e (Flintlock II)      |                        | 33e (Done To Order) 36e (Flintlock II)           |                   |                   |
| 2004                                      | N'a pas participé     | N'a pas participé       | N'a pas participé      | N'a pas participé                                | N'a pas participé | N'a pas participé |
| 2005                                      |                       |                         |                        | 17e (Done To Order)                              |                   |                   |
| 2006                                      |                       |                         |                        | 14e (Boherdeel Champion) EL (What a performance) |                   |                   |
| 2007                                      |                       | EL (What A Performance) |                        | 12e (Paris)                                      |                   |                   |
| 2008                                      |                       |                         |                        | RET (What A Performance)                         |                   |                   |
| 2009                                      |                       |                         |                        | RET (What A Performance) WD (Some Day Soon)      |                   |                   |
| 2010                                      |                       | EL (Some Day Soon)      |                        |                                                  |                   |                   |
| 2011                                      |                       | 2e (Jakata)             | 4e (Flying Machine)    |                                                  |                   |                   |
| 2012                                      | N'a pas participé     | N'a pas participé       | N'a pas participé      | N'a pas participé                                | N'a pas participé | N'a pas participé |
| 2013                                      |                       |                         |                        | EL (Westwood Mariner)                            |                   |                   |
| 2014                                      |                       |                         |                        | 14e (Westwood Mariner) WD (Jakata)               |                   |                   |
| 2015-16                                   | N'a pas participé     | N'a pas participé       | N'a pas participé      | N'a pas participé                                | N'a pas participé | N'a pas participé |
| 2017                                      |                       |                         |                        | 2e (Vanir Kamira)                                |                   |                   |
| 2018                                      |                       | EL (Vanir Kamira)       | 22e (Quarrycrest Echo) | 5e (Vanir Kamira)                                |                   |                   |
| 2019                                      | 4e (Quarrycrest Echo) | 1re (Vanir Kamira)      |                        |                                                  |                   |                   |
| EL = éliminé; RET = abandon; WD = Retrait |                       |                         |                        |                                                  |                   |                   |

| 2001                                      | Championnats d'Europe                    | Flintlock II      | 1re | Équipe     |
| 2001                                      | Championnats d'Europe                    | Flintlock II      | 4e  | Individuel |
| 2007                                      | Championnats du monde des jeunes chevaux | Cast Away II      | 1re | CCI **     |
| 2009                                      | Championnats du monde des jeunes chevaux | Pinto de Toulgoat | 19e | CCI *      |
| 2009                                      | Championnats d'Europe                    | Some Day Soon     | 2e  | Individuel |
| 2010                                      | Jeux équestres mondiaux                  | Jakata            | 16e | Individuel |
| 2011                                      | Championnats du monde des jeunes chevaux | Kiltealy Brief    | 3e  | CCI **     |
| 2011                                      | Championnats d'Europe                    | Jakata            | 3e  | Équipe     |
| 2011                                      | Championnats d'Europe                    | Jakata            | 9e  | Individuel |
| 2014                                      | Championnats du monde des jeunes chevaux | Cooley Dream      | 3e  | CCI *      |
| 2014                                      | Championnats du monde des jeunes chevaux | Carpe Diem IV     | 5e  | CCI **     |
| 2015                                      | Championnats du monde des jeunes chevaux | Jump Jet          | 13e | CCI *      |
| 2015                                      | Championnats du monde des jeunes chevaux | Morswood          | 12e | CCI **     |
| 2017                                      | Championnats d'Europe                    | Quarrycrest Echo  | 27e | Individuel |
| 2018                                      | Jeux équestres mondiaux                  | Quarrycrest Echo  | 1re | Équipe     |
| 2018                                      | Jeux équestres mondiaux                  | Quarrycrest Echo  | 10e | Individuel |
| EL = éliminé; RET = abandon; WD = Retrait |                                          |                   |     |            |